# یوهان هاینریش فوسلی
یوهان هاینریش فوسلی (به آلمانی: Johann Heinrich Füssli) مشهور به هنری فیوزلی (انگلیسی: Henry Fuseli; ۷ فوریهٔ ۱۷۴۱ – ۱۷ آوریل ۱۸۲۵) نقاش و طراح رمانتیک و منتقد هنری اهل سوئیس بود که بیشتر عمرش را در بریتانیا سپری کرد.
معمولاً موضوعات و عناصر فراطبیعی را دستمایه خلق اثر قرار می‌داد و آثارش تأثیر بسیاری بر نسل جوانتر نقاشان بریتانیایی -به ویژه بر ویلیام بلیک- گذارد.
مشهورترین اثرش بختک نام دارد.

## نگارخانه

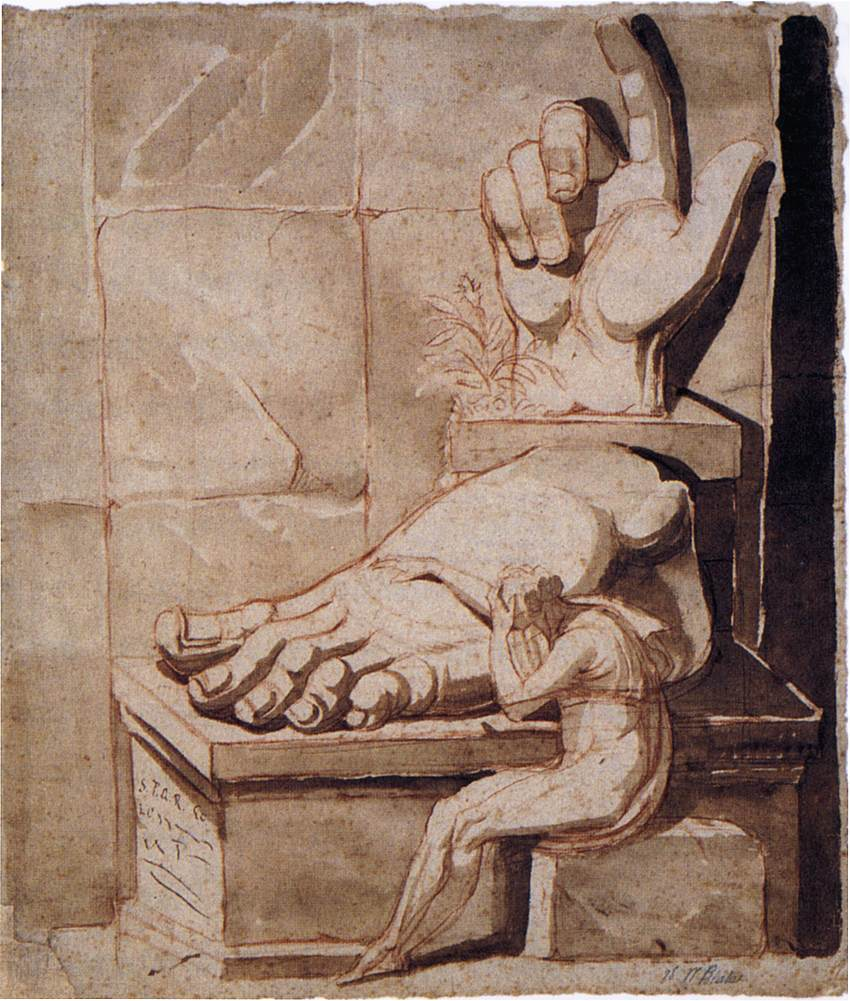
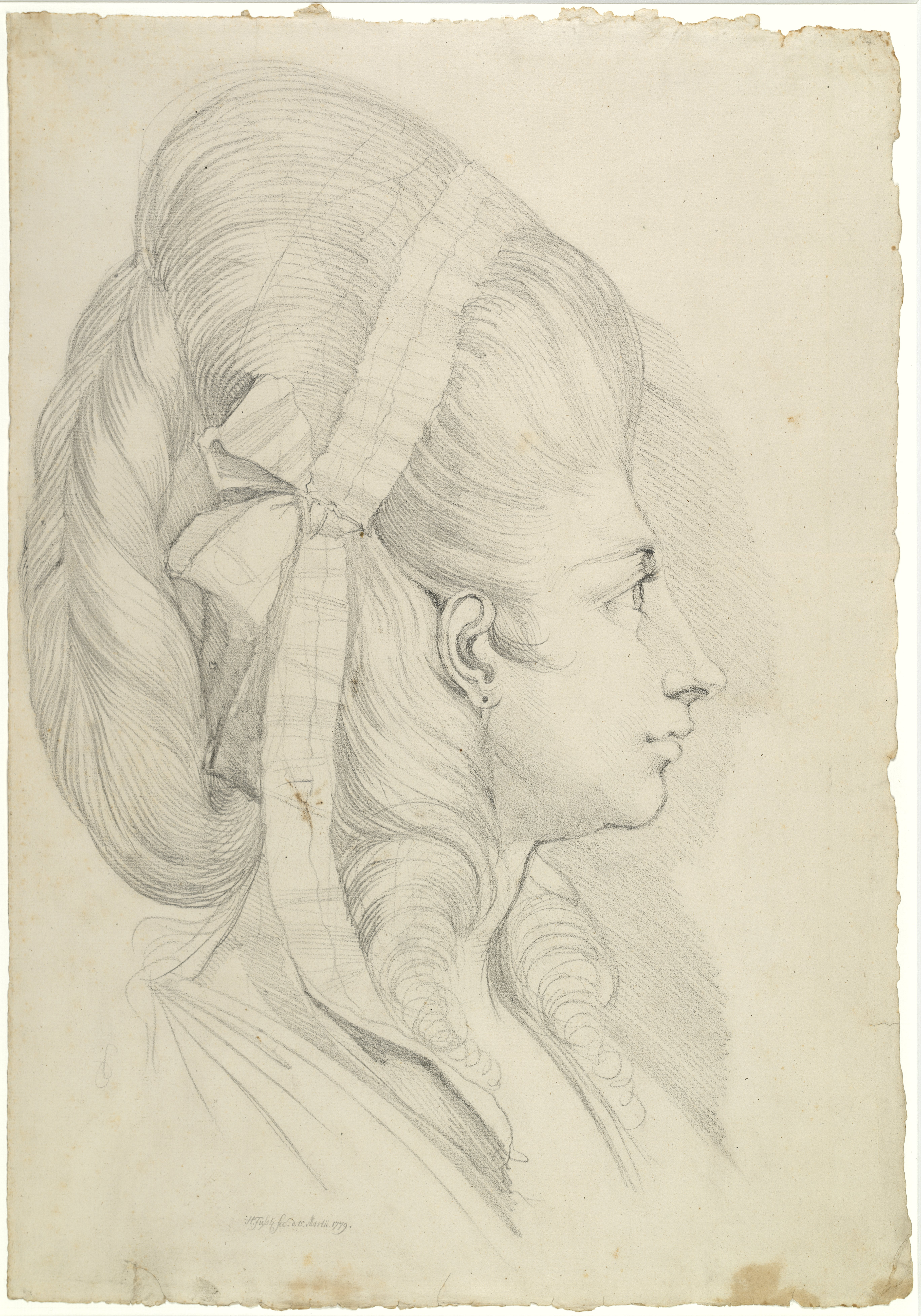
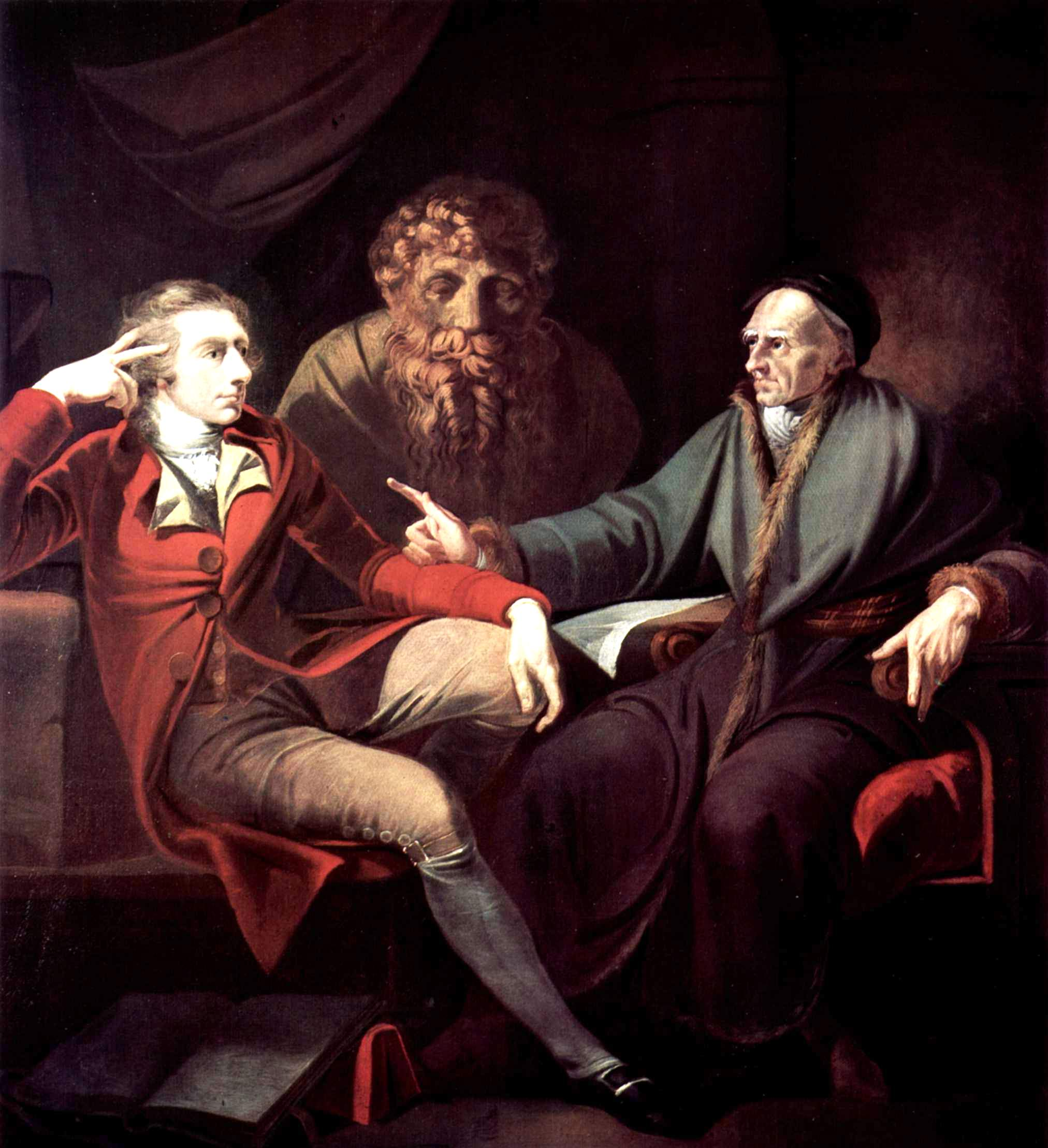
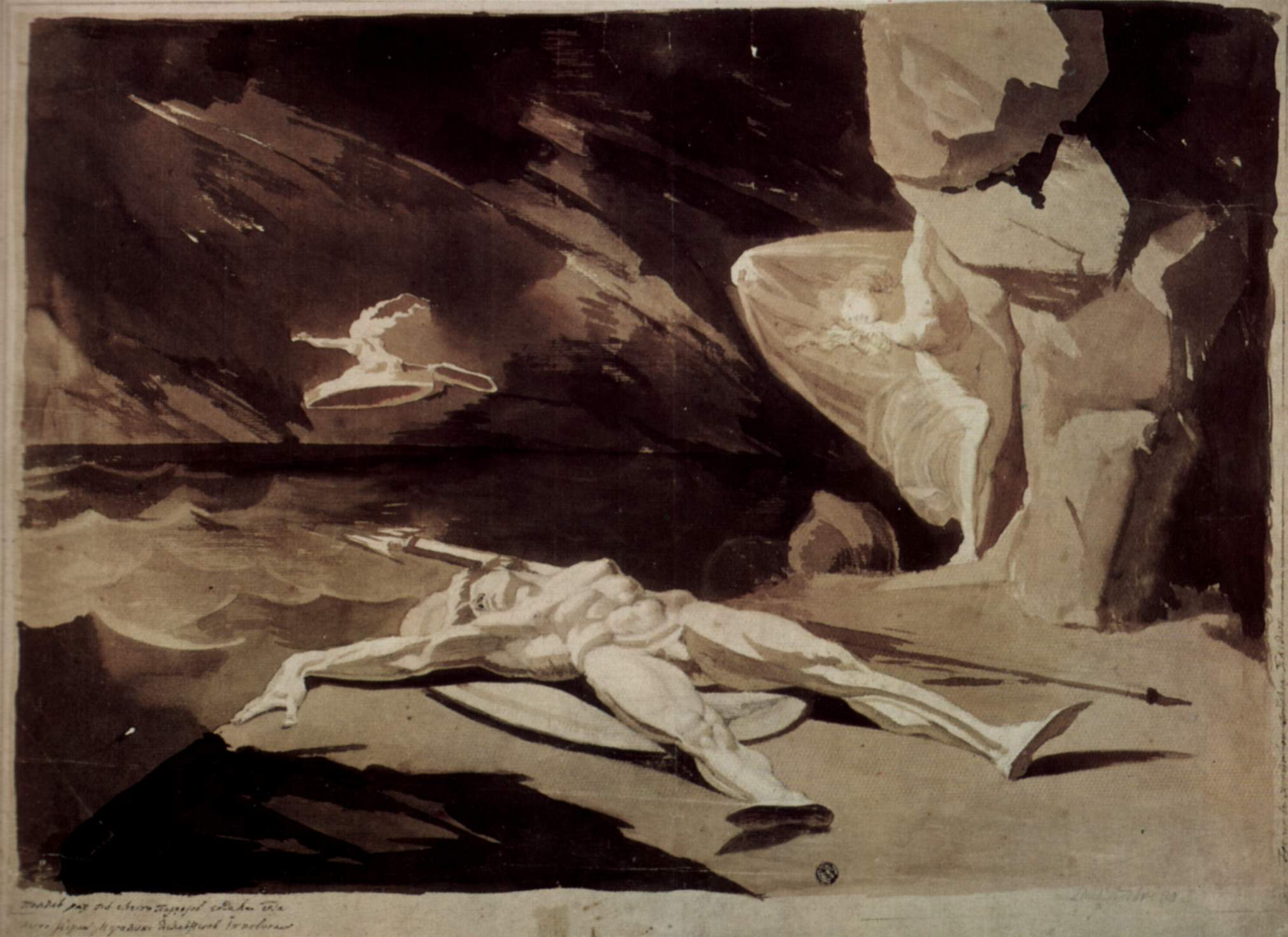
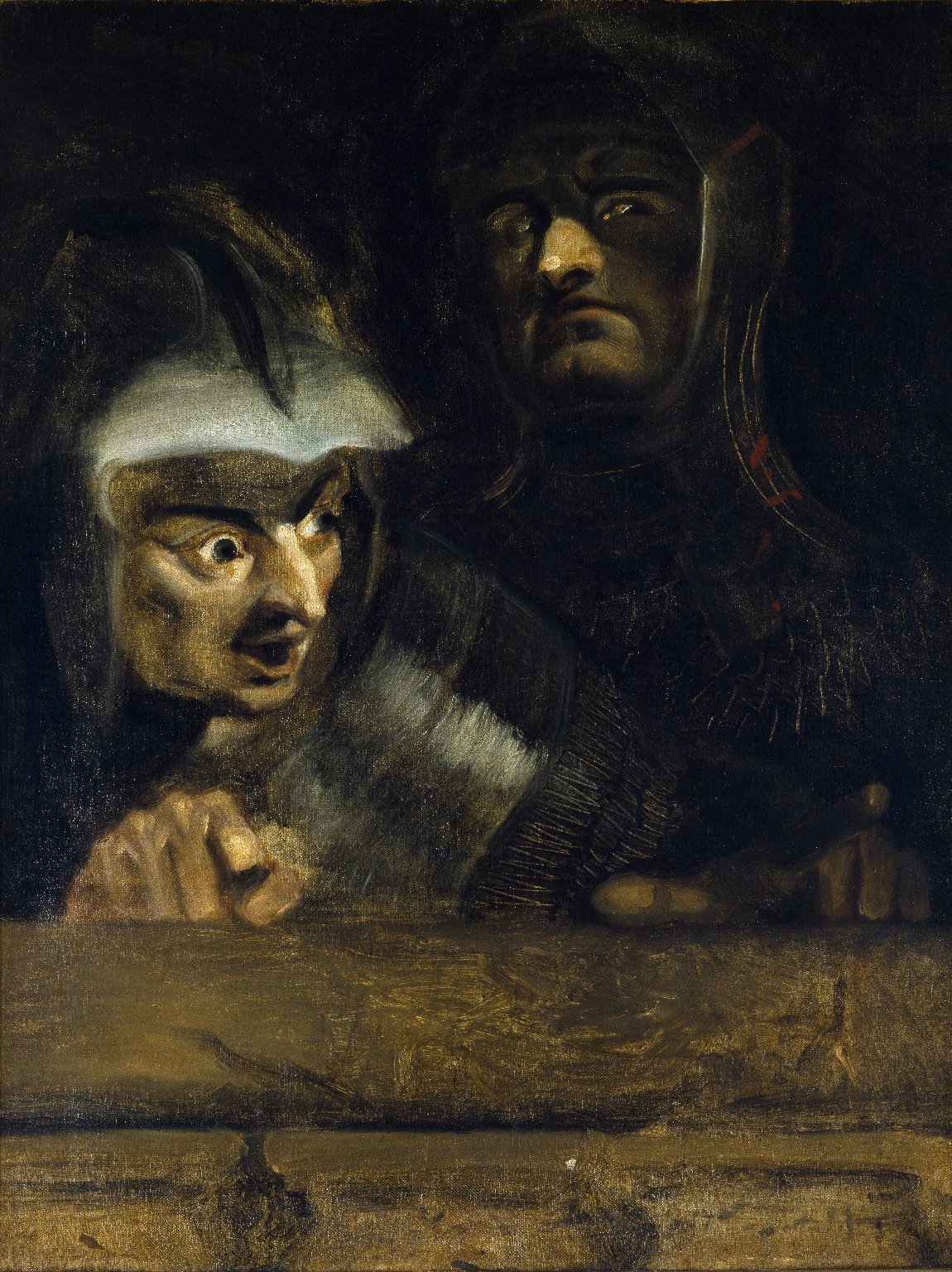
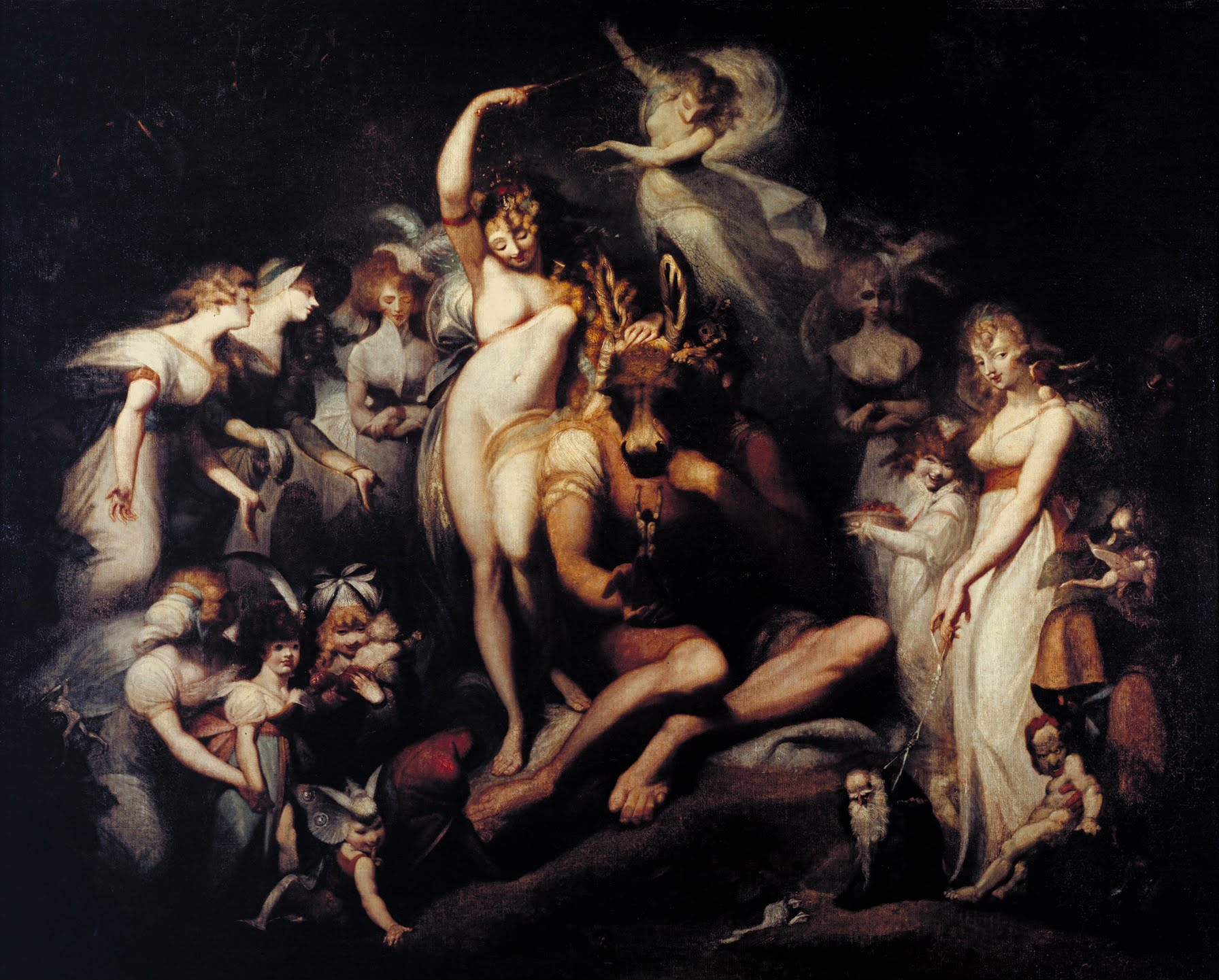
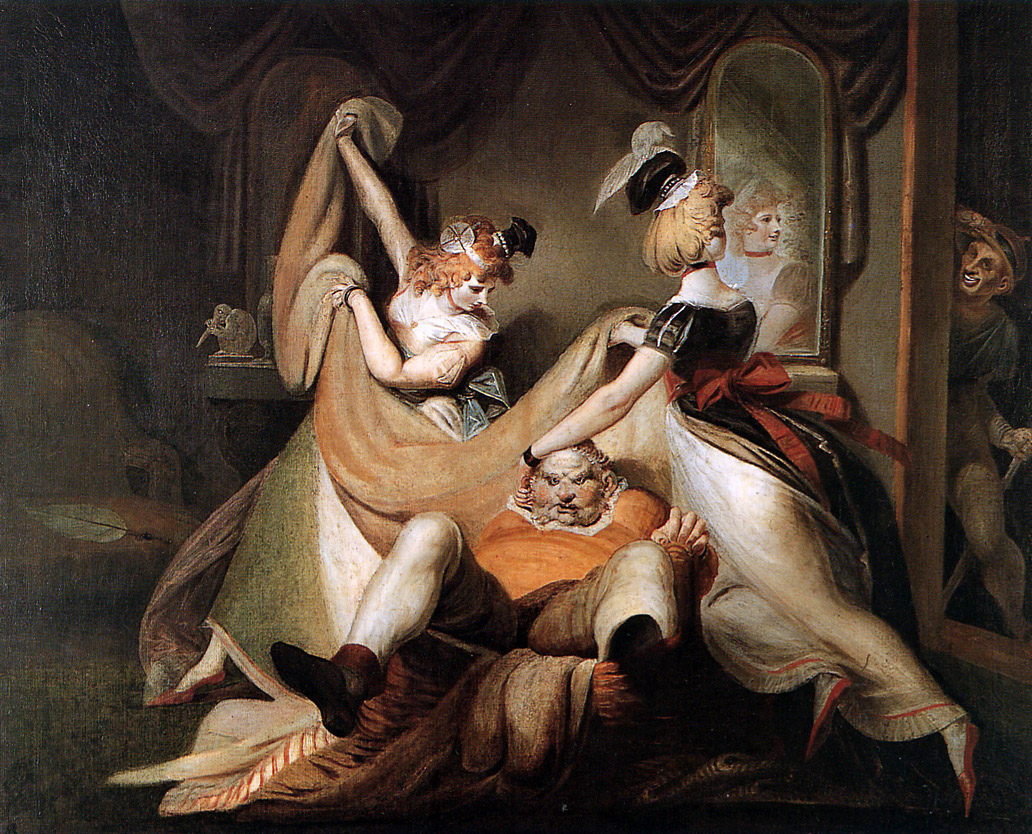
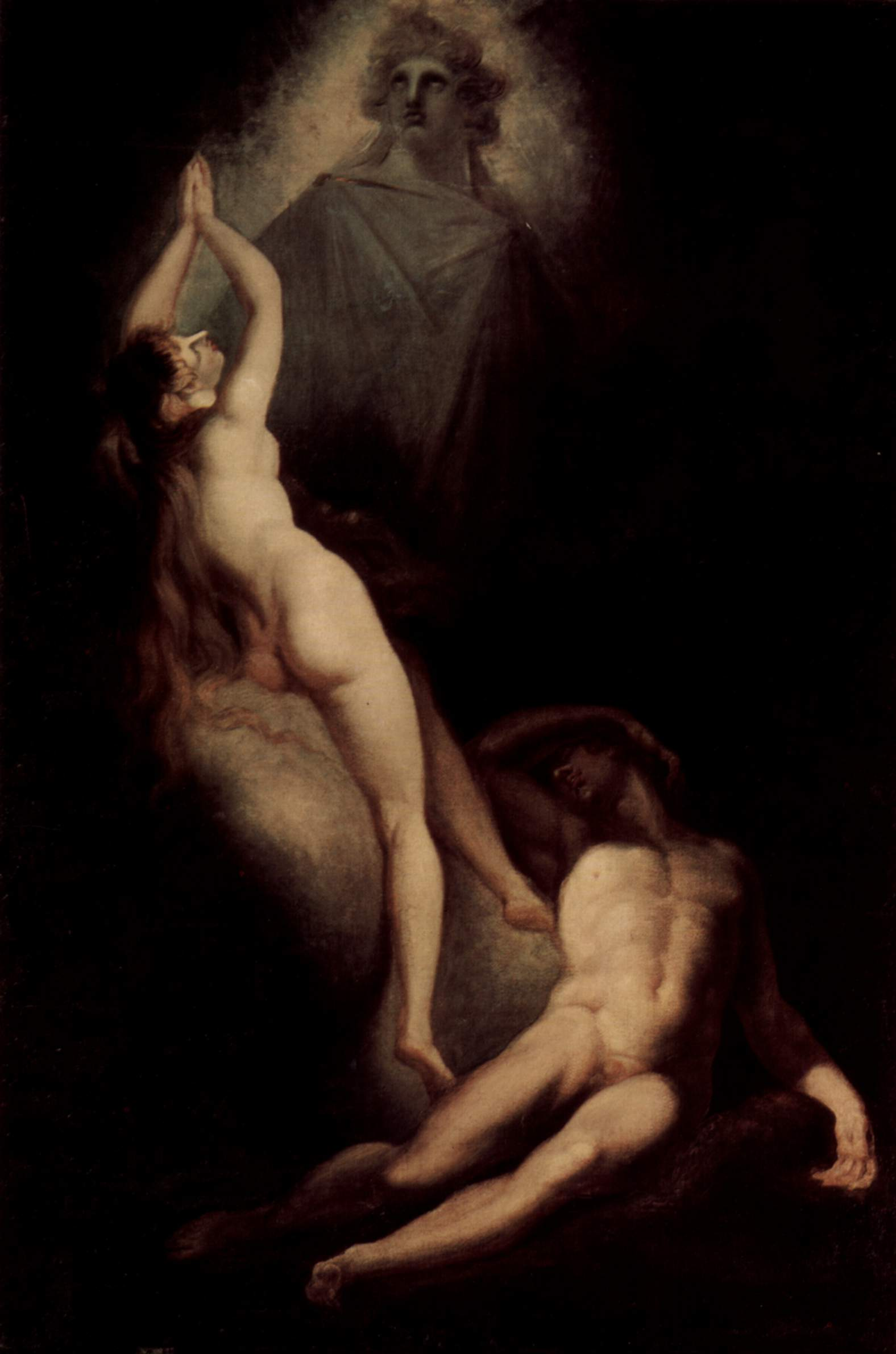
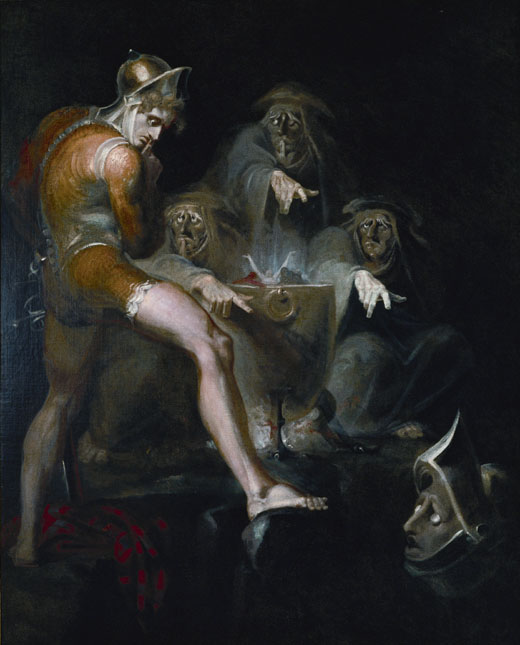
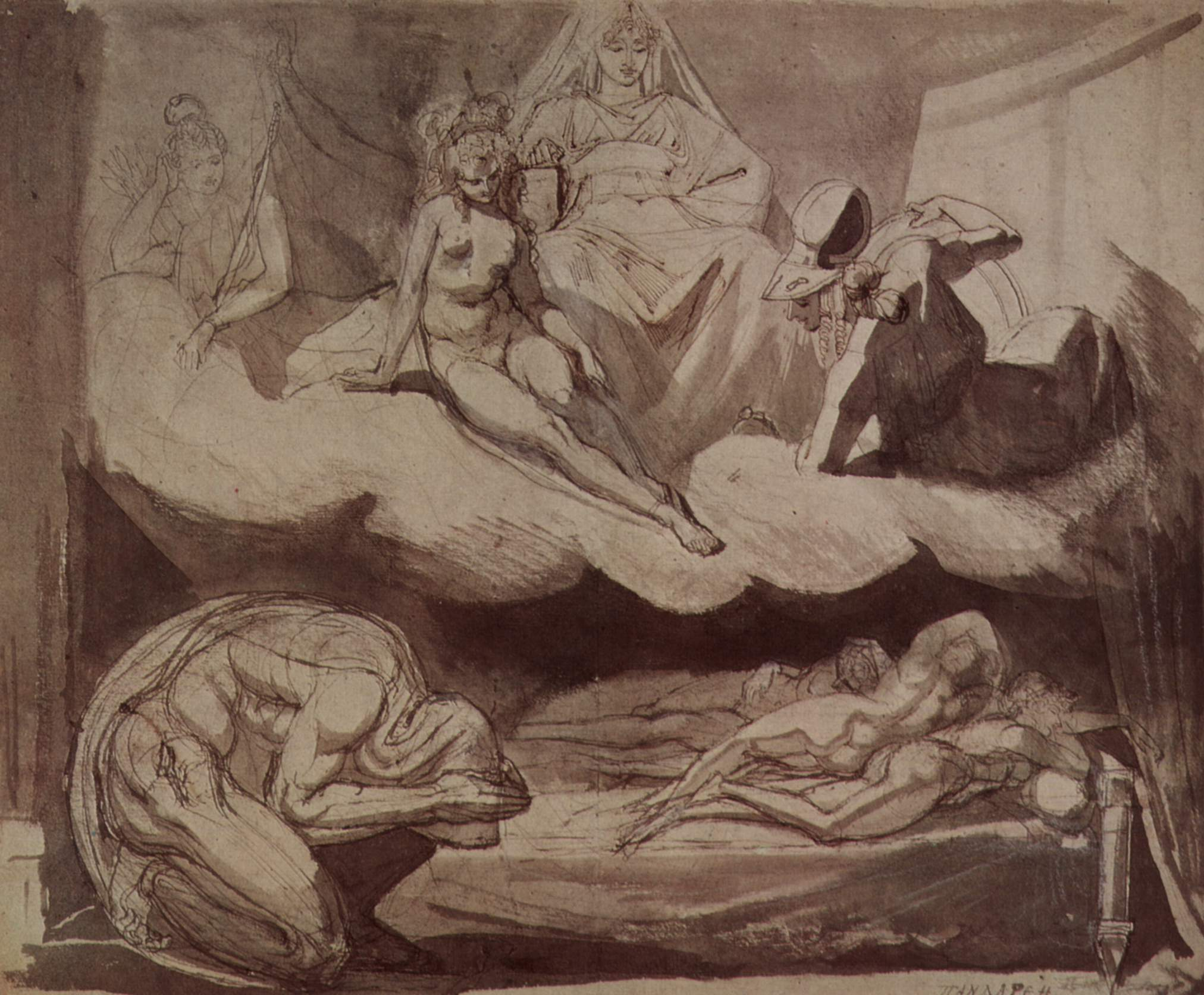
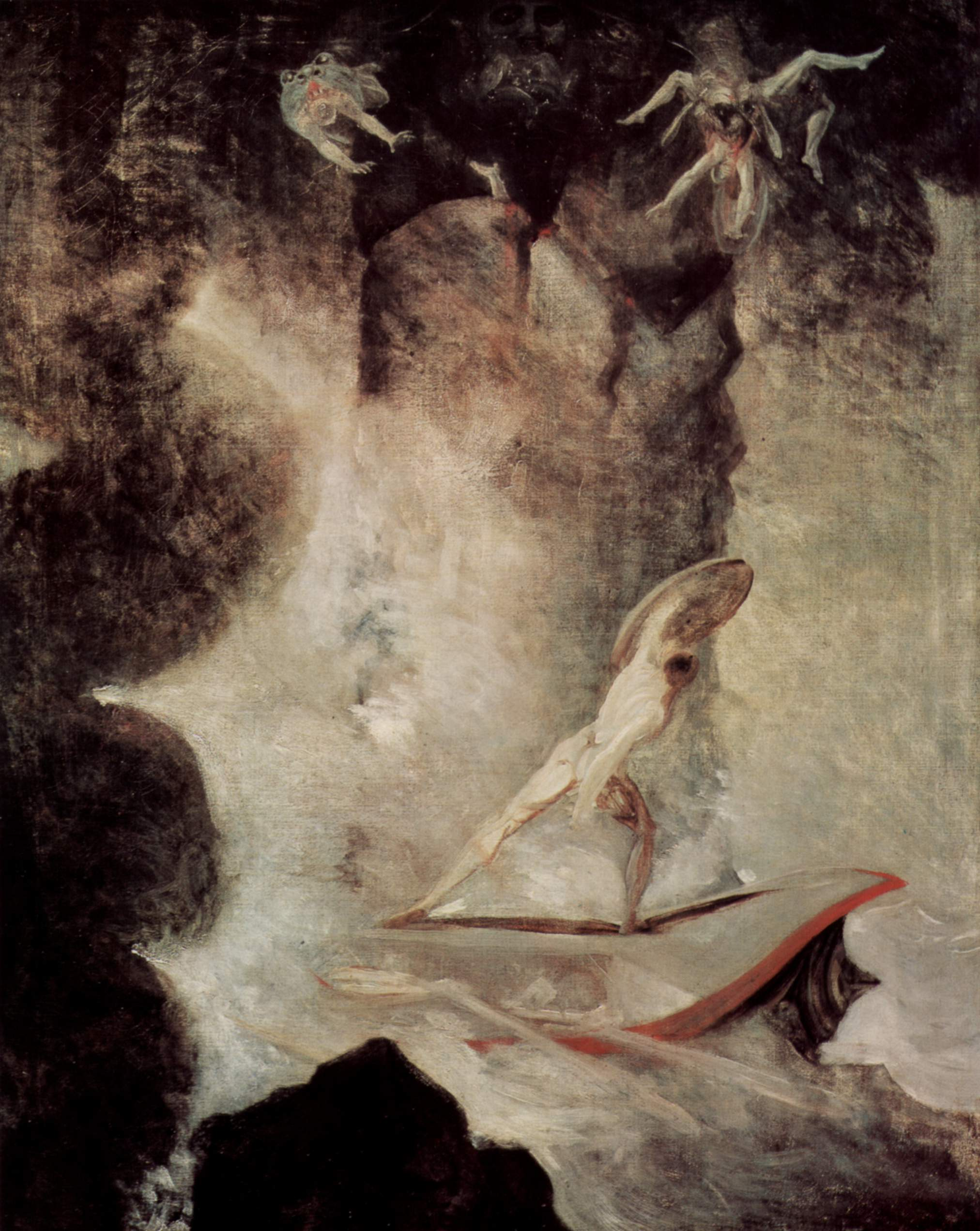
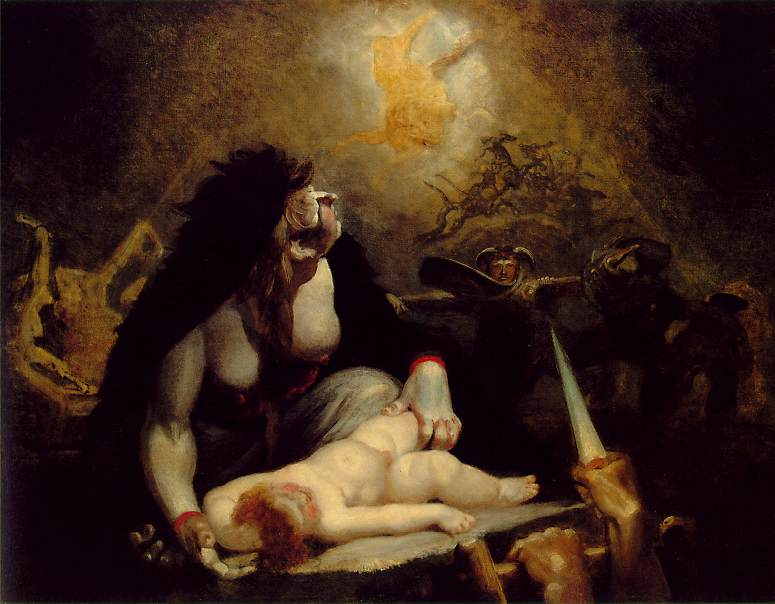
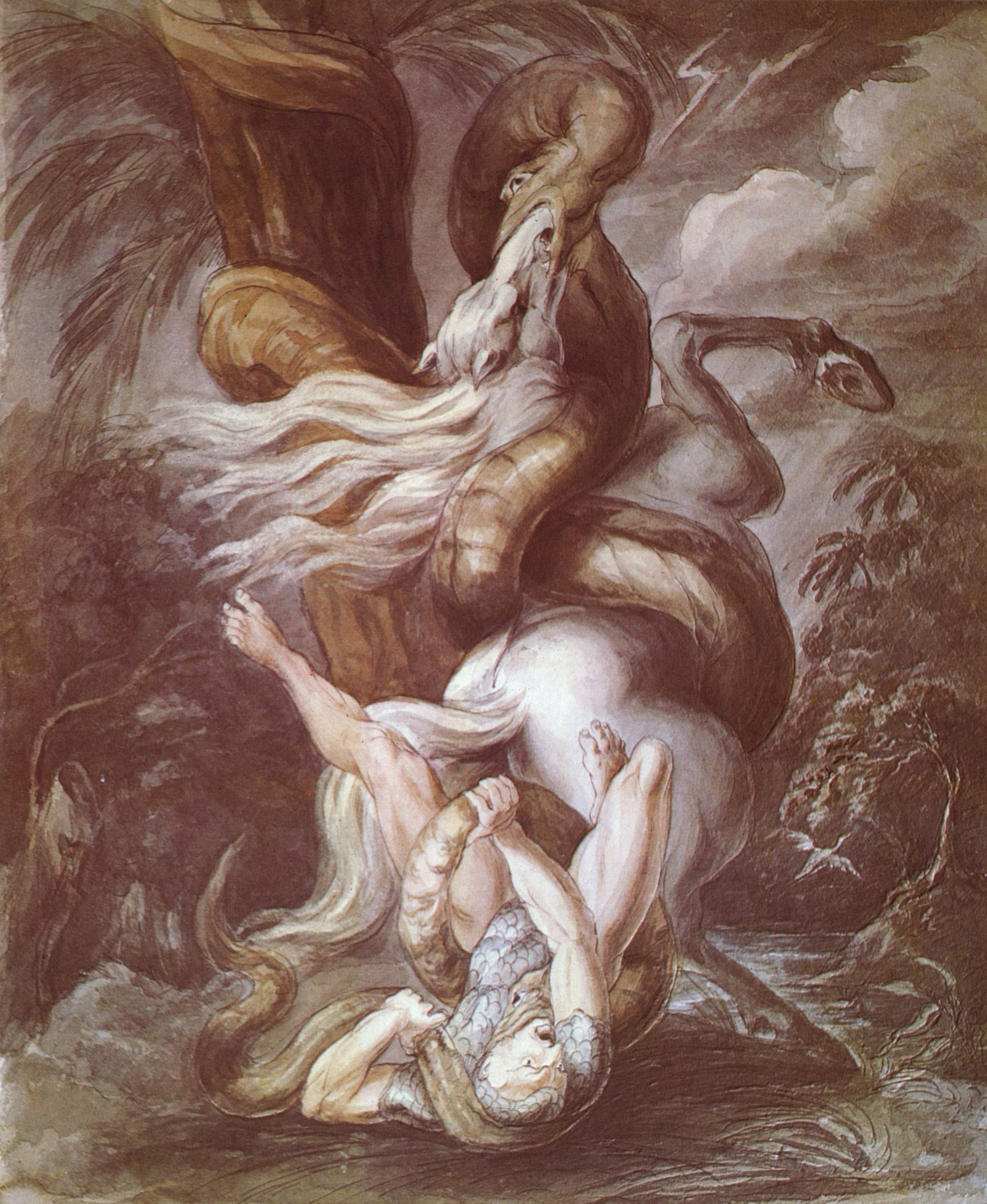
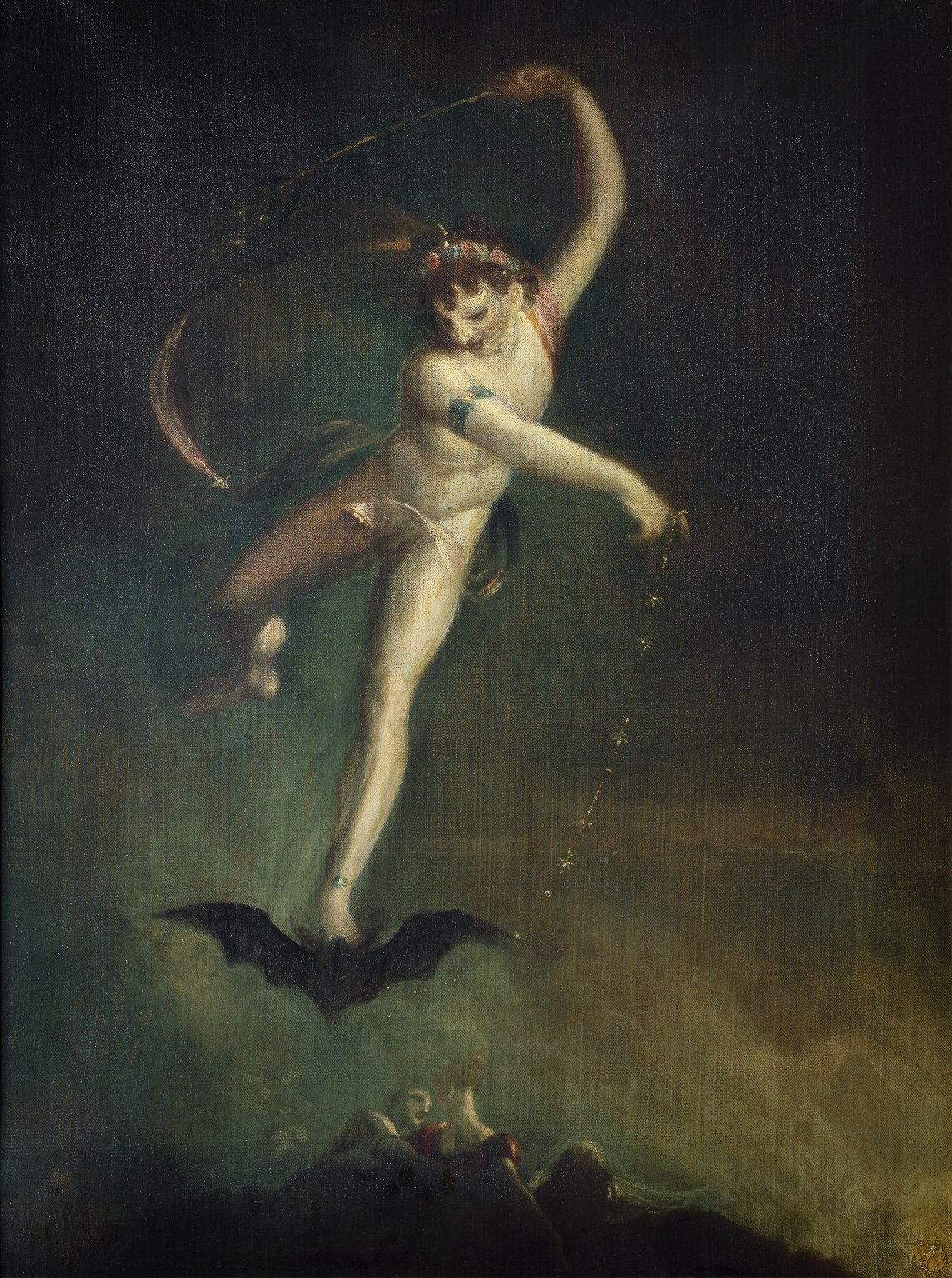
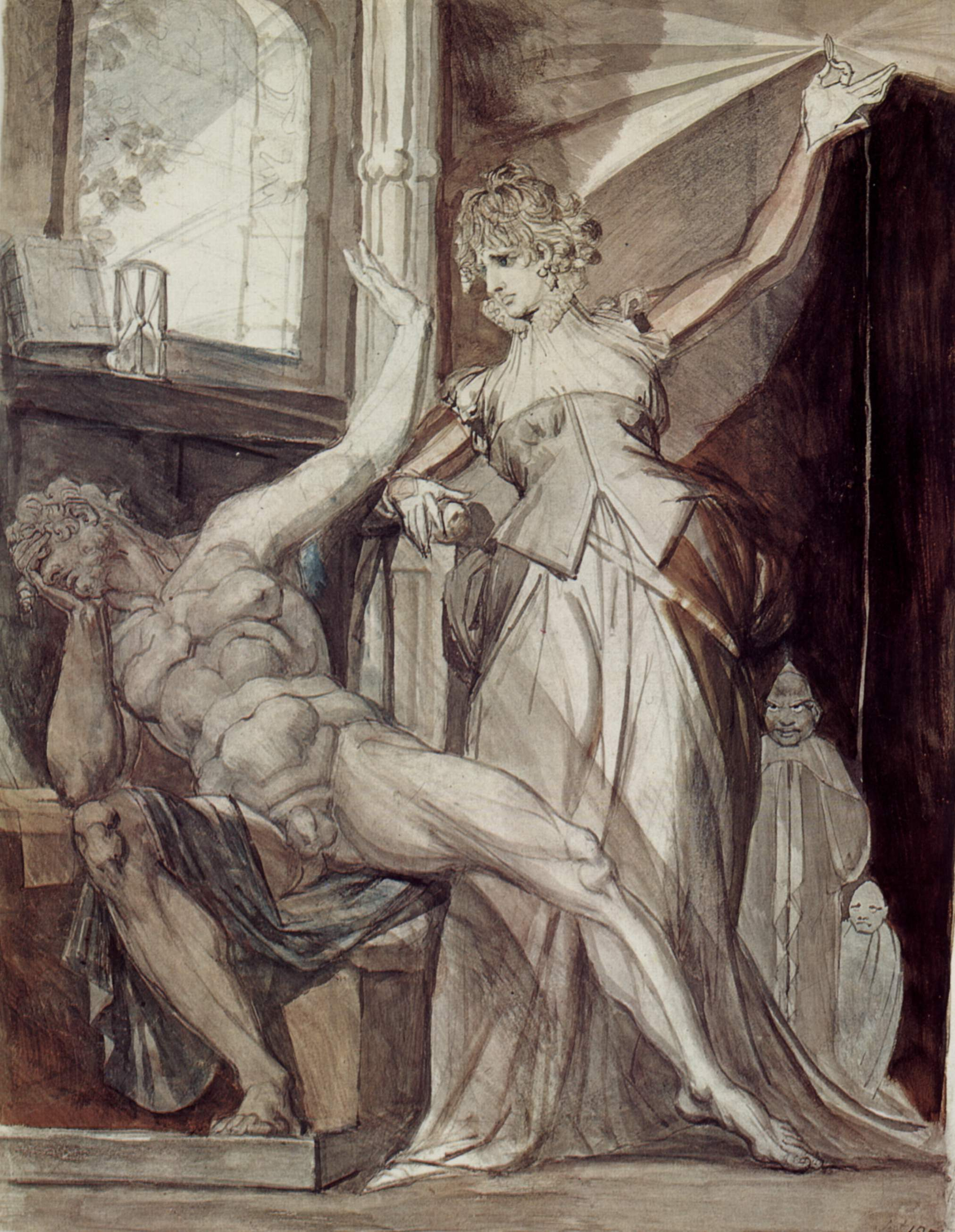
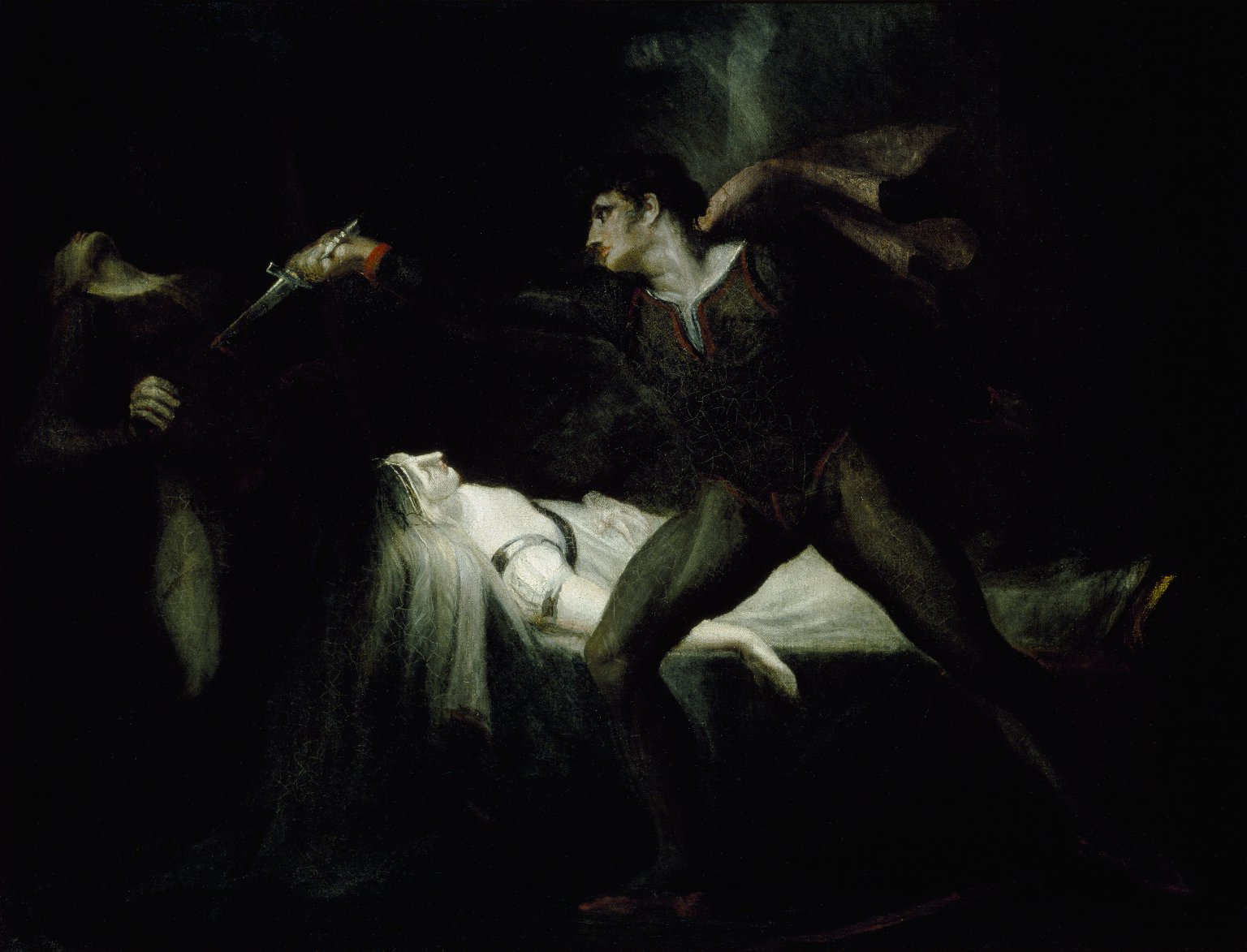
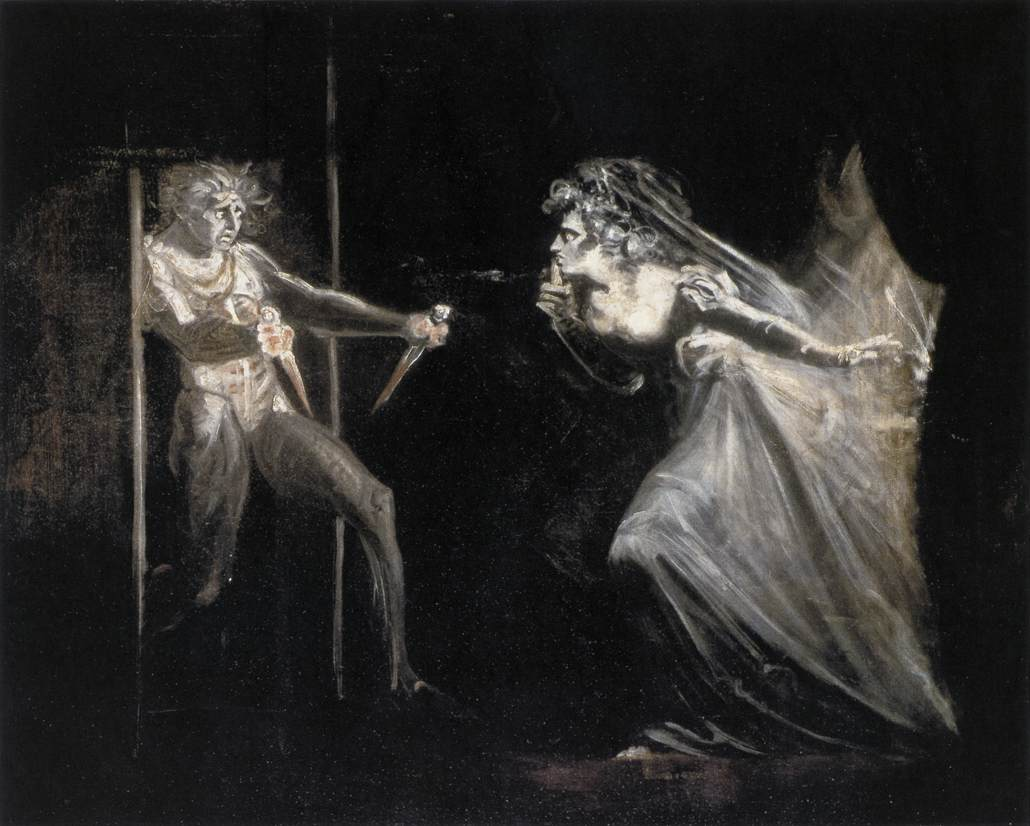
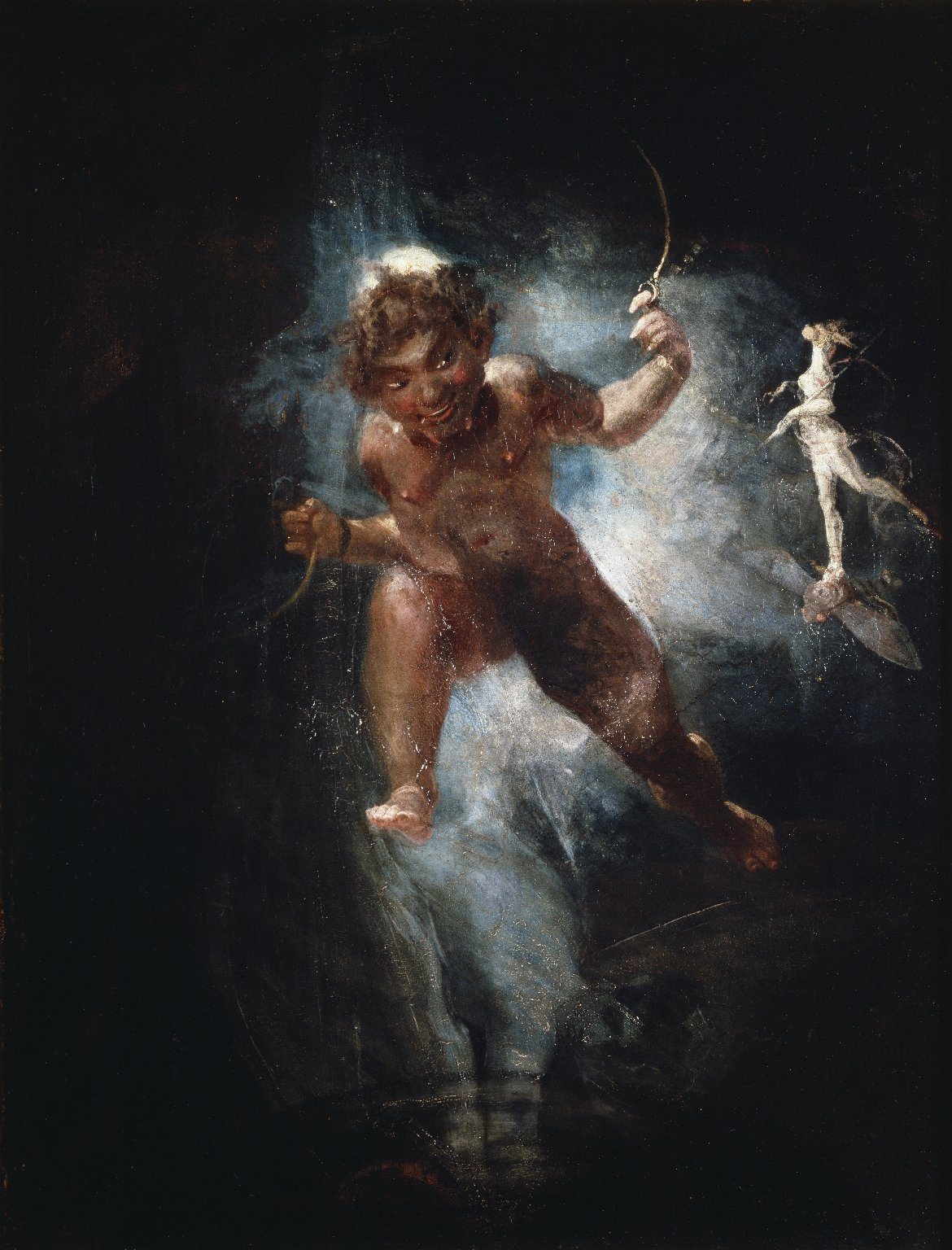
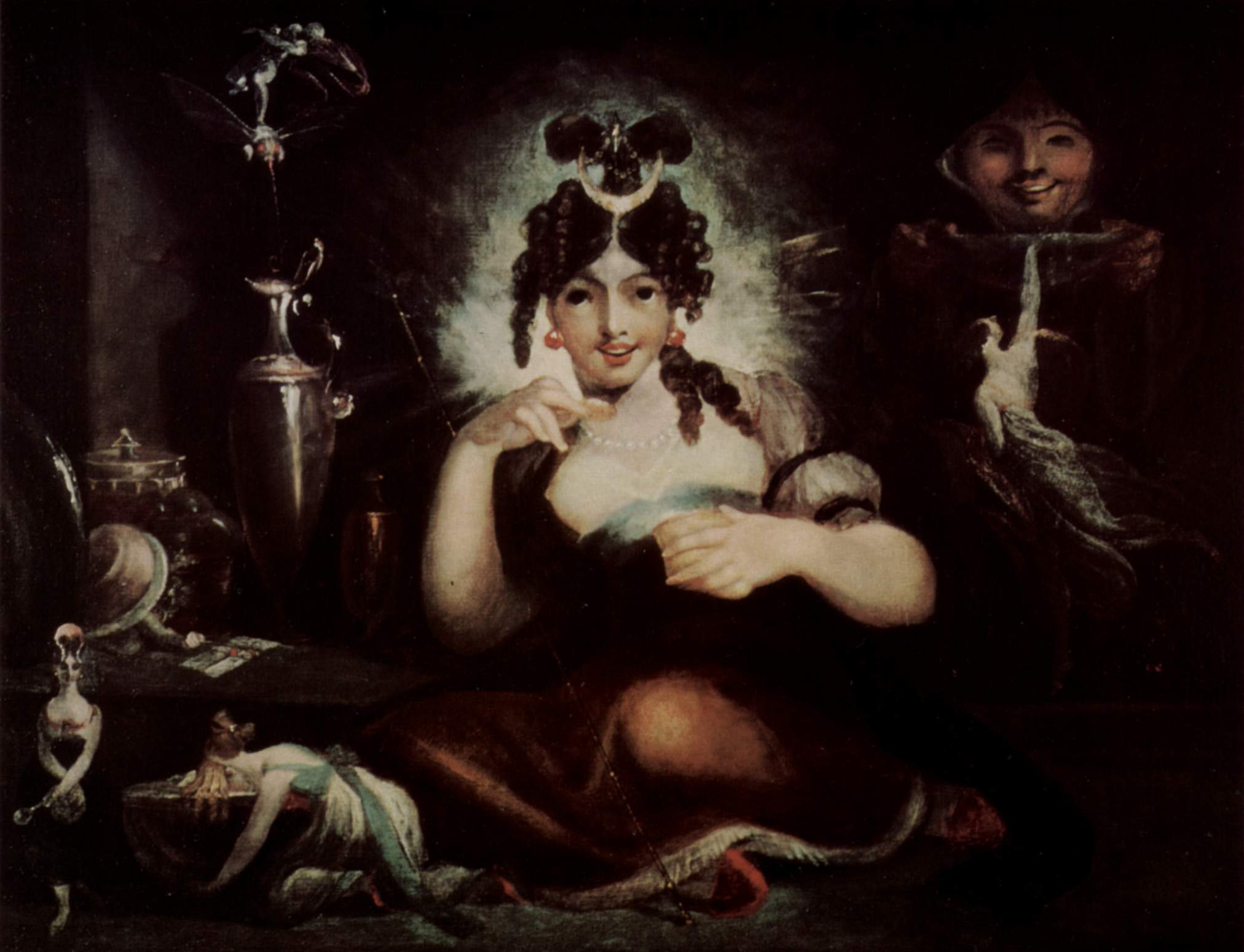